# Товт Шандор Ерниевич
Ша́ндор Ерниевич То́вт (угор. Tóth Sándor; 23 листопада 1970, Берегове — 17 лютого 2015, Дебальцеве) — український військовик, старший сержант, командир відділення 128-ї гірсько-піхотної бригади Збройних сил України.

## Життєпис
Народився 23 листопада 1970 року в місті Берегове, Закарпатської області.
2 серпня 2014 року був призваний до Збройних сил України та направлений у 128-му гірсько-піхотну бригаду.
Загинув 17 лютого 2015 року потрапивши у засідку близько 22:30 в районі приватного сектору поблизу міської лікарні міста Дебальцеве. Разом із Шандором загинули старший солдат Євген Герасевич та сержант Віталій Химич. У зв'язку із загибеллю, у Береговому 25-27 лютого за бійцем було оголошено триденну жалобу. Прощання із Шандором Товтом відбулося 9 березня в його рідному місті.

## Нагороди
- Орден «За мужність» III ст. (посмертно) (23 травня 2015) — за особисту мужність і високий професіоналізм, виявлені у захисті державного суверенітету та територіальної цілісності України, вірність військовій присязі[4]
- недержавна відзнака Дебальцевський Хрест